# Rue de l'Abbé-Didelot
Pour les articles homonymes, voir Didelot.
La rue de l'Abbé-Didelot est une voie de la commune française  de Nancy, sise dans le département de Meurthe-et-Moselle, en région Grand Est.

## Situation et accès
La voie est comprise dans le périmètre de la Ville-neuve, et appartient administrativement au quartier Charles III - Centre Ville.
La rue de l'Abbé-Didelot débute place Alexandre-Ier, croise les rues des Ponts et Charles III, longe la place des Justes. Après un virage, elle termine au carrefour partagé avec la rue des Quatre-Églises.

## Origine du nom
Elle porte le nom de l'abbé Joseph Didelot (1819-1894), apôtre de la Charité au XIXe siècle.

## Historique
Après avoir porté les noms de « rue de la Tabagie », « rue du Tabac », « rue de Dublin » et « rue du Rempart », elle est englobée en 1839 dans la « rue de l'Équitation », avant de prendre sa dénomination actuelle le 4 février 1902.